# Situació del català a la Catalunya del Nord
La situació del català a la Catalunya del Nord és un efecte dels esdeveniments al territori, que fa part de la Catalunya històrica. És composta dels comtats del Rosselló, Conflent, Capcir, mitja Cerdanya i Vallespir, i amb el Fenolhedes (Fenolledès; de llengua occitana) formen el departament dels Pirineus Orientals. Actualment té 457.793 habitants i una superfície de 4.116 km².

## Història
Del 1262 al 1349, formà part del Regne de Mallorca del qual Perpinyà n'era la capital.
En 1659 per posar fi al conflicte de la Guerra dels Trenta Anys (1618-1648) es firma, sense consultar ni avisar a les Corts Catalanes, el Tractat dels Pirineus que parteix Catalunya: els comtats del nord (Rosselló, Conflent, Vallespir, Capcir i mitja Cerdanya) passen a estar sota dominació francesa.
Lluís XIV no respecta els termes del Tractat, i dissol les institucions catalanes (Corts, Generalitat, …). El 1700 publica un edicte segons el qual prohibeix l'ús de la llengua catalana en tot l'àmbit públic, particularment escrit, sota pena de nul·litat. En el mateix document menciona que “l'ús del català repugna i és contrari a l'honor de la nació francesa”.
Des d'aquest edicte i fins ara, el francès és l'única llengua oficial a l'Estat francès (Art. 2 de la constitució francesa: “la llengua de la República és el francès”). Per tant, les llengües qualificades de “regionals", com el català, no gaudeixen pràcticament de suport institucional, d'oficialitat o d'ús administratiu. L'Estat francès, força centralitzat, està basat en el monolingüisme i la uniformització cultural. L'escola obligatòria i gratuïta en francès, instaurada per Jules Ferry a finals del segle xix, va reforçar una visió del català com una llengua de “segona qualitat”, sense prestigi social i que, fins i tot, podia perjudicar l'ascensió social dels nens. El català és vist, per tant, com una llengua "de pagès" i relegada a l'ús privat.
Tot i així, fins a començaments del segle xx, el català encara era la llengua dominant al territori. Les guerres mundials, però, van reforçar el sentiment d'unitat nacional a França, cosa que va desembocar en un augment de la situació de diglòssia i a provocar un sentiment d'auto-rebuig vers el català. Els pares van parar de transmetre de cop la llengua materna als fills (especialment des de la generació de postguerra), tallant així amb quasi deu segles de transmissió lingüística ininterrompuda.
En els últims anys, assistim a una presa de consciència per part d'aquesta generació que no ha tingut el català com a llengua materna i el vol recuperar, passant també a valorar el coneixement del català com un avantatge pels nens. Això explica la forta demanda a les escoles immersives.

## Situació de la llengua
A la Catalunya del Nord, com en la major part de França, el procés de substitució lingüística de l'idioma local pel francès està molt avançat, amb el clàssic patró pel qual l'idioma canvia primer a les ciutats i només més tard al camp. El reial decret francès de Lluís XIV del 2 d'abril de 1700, amb data d'aplicació d'1 de maig del mateix any, va prohibir dràsticament l'ús de la llengua catalana en documents oficials, notarials i d'un altre tipus, sota pena d'invalidar el contingut. Des de llavors, el francès continua sent l'única llengua oficial, i l'única que s'utilitza en l'ensenyament públic. En el primer terç del segle xx, però, el català encara era la llengua de relació en moltes poblacions, especialment en l'àmbit rural.
Les últimes dades sociolingüístiques de què disposa la Generalitat de Catalunya, del 2015, reflecteixen que el francès és la llengua majoritària a la Catalunya del Nord, amb una presència minoritària del català. Segons aquestes dades, l'any 2015 la llengua habitual del 87,1% de la població era el francès. Només la d'un 1,3% era el català, un 4,4% deia que eren tots dos idiomes, i un 7,1% parlava altres llengües o combinacions de llengües diferents de català-francès. El 2015 només el 61% de la població entenia el català (l'any 2004 l'entenia un 65,3% de la població), un 35,4% era capaç de parlar-lo (el 2004 era un 37,1%), un 39,2% era capaç de llegir-lo (el 2004 era un 31,5%) i un 14,3% sabia escriure en català (el 2004, un 10,6%).
| Coneixement del català    | Coneixement del català | Coneixement del català | Coneixement del català | Coneixement del català |
|                           | 2004                   | 2004                   | 2015                   | 2015                   |
| ------------------------- | ---------------------- | ---------------------- | ---------------------- | ---------------------- |
| L'entén                   | 65,3%                  | 216.125                | 61,0%                  | 225.445                |
| El sap parlar             | 37,1%                  | 122.780                | 35,4%                  | 130.979                |
| El sap llegir             | 31,4%                  | 103.823                | 39,2%                  | 144.937                |
| El sap escriure           | 10,6%                  | 35.124                 | 14,3%                  | 52.829                 |
| Població de 15 anys o més | 100 %                  | 419.820                | 100 %                  | 452.530                |

| Llengua        | 2015           | 2015     | 2015          |
| Llengua        | Inicial (Casa) | Habitual | Identificació |
| -------------- | -------------- | -------- | ------------- |
| Català         | 9,2%           | 1,3%     | 4,2%          |
| Francès        | 69,9%          | 87,1%    | 75,9%         |
| Català-Francès | 3,5%           | 4,4%     | 7,5%          |
| Altres         | 16,7%          | 7,1%     | 12,5%         |

Font: Generalitat de Catalunya, Consell Departamental dels Pirineus Orientals, Institut Franco-Català Transfronterer-UPVD, Enquesta d’usos lingüístics a la Catalunya del Nord 2015.
La transmissió lingüística intergeneracional del català continua gairebé interrompuda i amb valors negatius. Això significa que la diferència entre el percentatge de població que parla català (sol o compartit amb altres llengües) amb la mare (el 14,9%) o amb el pare (el 17,4%), i el percentatge que l’utilitza amb els fills (un 11,4%), és de 3,5 i 6 punts menys. Si considerem la dada del català sol, el català com a llengua d’ús amb la mare és un 5,7%, amb el pare un 6,8% i amb el fill més gran el 0,7%.

En els àmbits interpersonals, l’ús de la llengua catalana, sol o compartit, varia entre el 3,3 % en les notes personals i el 16,1% a la llar.

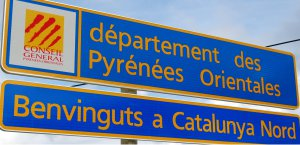
Cartell d'entrada a la Catalunya Nord

## El paper del català al territori

### Les lleis
- La Llei Deixonne del 1951, és la primera llei francesa que autoritza l'ensenyament de les llengües regionals.[6] Va ser integrada en diverses parts dels “Codis de l'educació”.
- Llei Haby del 1975, afavoreix l'ensenyament de les llengües regionals, i el fa possible tot al llarg de l'escolaritat.[7]
- Llei Bas-Lauriol del 1975, fa obligatori l'ús de la llengua francesa en l'encartellament públic i la publicitat, i hi prohibeix l'ús de paraules o expressions estrangeres (abrogada el 1994).[8]
- Llei Tubon del 1994, destinada a protegir el patrimoni lingüístic francès[9] (intentant privilegiant el francès de cara a l'anglès).
- Declaració Universal dels Drets Lingüístics, firmada el 1996 a Barcelona amb objectiu de promoure els drets lingüístics especialment protegint les llengües amenaçades.[10] Defineix el concepte de llengua pròpia d'un territori.
- El 10 de desembre del 2007, el Consell General dels Pirineus Orientals intenta també promoure el català, creant la Carta a favor del català, i declara l'oficialitat de la llengua catalana en el departament dels Pirineus Orientals (a títol simbòlic).[11]
- Revisió constitucional del juliol 2008, “la llengua de la República és el francès, les llengües regionals de França pertanyen al patrimoni de França”.[12]

### Ensenyament
El 1976, l'associació la Bressola obre la primera escola immersiva en català. Pocs anys després, el 1980, l'associació Arrels és creada i ofereix també un ensenyament immersiu en català. Des de 1995, l'escola Arrels és una escola pública però encara qualificada d'experimental. Als anys 1990, el Govern francès reacciona i inventa el model bilingüe.

Actualment, la Bressola compta amb set escoles i dos col·legis; són més de 1.000 alumnes que aprofiten d'aquest ensenyament d'immersió lingüística en català. Davant de la forta demanda, Arrels ha obert al setembre 2015 una segona escola, i escolaritza al total 271 alumnes de la maternal al primari. Els centres on s'ensenya català a la Catalunya del Nord es troben classificats en dos models: els centres privats i els centres públics. Als privats −entre els quals hi ha La Bressola, que es categoritza com a escola associativa− són més de 1.000 alumnes que reben l'ensenyament en català, sigui en centres laics com catòlics, des del parvulari fins a la secundària, i tant poden ser centres immersius com centres en els quals s'ensenya llengua catalana tres hores setmanals. Els públics −entre els quals hi ha l'Escola Arrels− són més de 3.000 alumnes que reben l'ensenyament del català, des del parvulari a la secundària, i poden ser des de centres immersius fins a centres que ofereixin l'estudi de la llengua catalana d'unes poques hores setmanals. 
El 91% dels alumnes de català és escolaritzat al sector públic; les escoles associatives catalanes n'acullen prop del 6%, i les escoles privades catòliques, prop del 3%. A l'escola pública, el 77% dels alumnes de català segueixen classes de llengua i el 23% un ensenyament bilingüe, en el qual el català també és llengua de docència. Les escoles associatives catalanes proposen únicament classes immersives, i els centres privats catòlics, un ensenyament de la llengua solament.
Des del principi dels anys vuitanta, el català té el seu lloc a la Universitat de Perpinyà també. L'Institut franco-català transfronterer assegura un ensenyament superior en català i ofereix la possibilitat d'estudiar Llicenciatura d'Estudis Catalans, Màster MEEF, o encara Màster Recerca d'Estudis Catalans i Màster Professional Relacions Transfrontereres. Aquests estudis permeten ser empleat en el sector dels mitjans de comunicació, en el comerç, en l'administració pública i en l'ensenyament.
Actualment trobem tres models d'ensenyament: el bilingüe, l'immersiu i l'ensenyament extensiu, és a dir, com a assignatura. El català pot ser estudiat a tots els nivells: a l'escola maternal i primària, al col·legi, al liceu i a la universitat.
Durant l'any escolar 2014-2015, a Catalunya Nord, un 25% dels alumnes estudien el català dels quals un 7,5% són en classes bilingües o immersives.

### Vida pública
Cal notar que, a la Catalunya Nord, existeixen diverses associacions i organismes que defensen la llengua i la cultura catalana i que tenen com a objectiu la introducció i l'ús del català al sistema educatiu francès, com per exemple, la Bressola, l'associació Arrels, l'APLEC (Associació per a l'ensenyament del català), la Federació per a la Defensa de la Llengua i de la Cultura Catalanes, l'UCE (la Universitat Catalana d'Estiu), la Generalitat de Catalunya o encara l'IEC (Institut d'Estudis Catalans) amb les seves delegacions a Perpinyà.
Segons una enquesta de la Generalitat de Catalunya, un 6% de la població Nord-catalana té el català com a primera llengua, un 4% el té com a llengua habitual, un 37% el sap parlar i finalment, un 65% afirma entendre el català. En la vida real aquestes xifres són més baixes (es pot pensar també que és degut a la situació de diglòssia o d'auto-rebuig que pateix el català al territori). També cal tenir en compte que almenys la meitat de la població del territori té orígens no catalans (són d'altres regions de França o de l'estranger). A la mateixa enquesta es reflexa que el català ha desaparegut totalment entre la gent jove com a llengua habitual (0%). La majoria dels que tenen el català com a primera llengua són gent gran perquè durant el segle XX es va aturar la transmissió lingüística als fills. El català queda molt present en la població gitana concentrada en un barri antic de Perpinyà: el barri de Sant Jaume. Aquest grup ha mantingut fins avui la transmissió lingüística del català als fills i l'ús habitual del català, que queda com a testimoni residual de la llengua catalana parlada a Perpinyà.
A Perpinyà, els noms dels carrers són en francès i en català però aquesta senyalització bilingüe dels noms de carrers no és present en tots els municipis de Catalunya Nord. També podem destacar que els cartells que indiquen l'entrada i sortida d'un poble o d'una ciutat són en francès i en català.
La presència del català als mitjans de comunicació de la Catalunya Nord és quasi inexistent: Ràdio Arrels és l'única ràdio que emet únicament en català. France 3 emet en català només 7 minuts cada dissabte sobre l'actualitat de la setmana i 26 minuts un cap de setmana sobre dos (en alternança amb l'occità) en el programa Viure al país.
El diari L'Indépendant utilitza la llengua catalana cada dos o tres dies en petites ressenyes culturals.
Aquests pocs mitjans són els únics que produeixen en català a França. Tret d'això, segons la situació geogràfica, es pot sintonitzar els programes de les emissores de ràdio de la Catalunya Sud (Catalunya Ràdio, Catalunya Informació, …) i les cadenes de televisió pública (TV3, 3/24, El 33, …).
Malgrat el poc coneixement de la llengua catalana a la Catalunya Nord, sembla que la identitat catalana és força present. En els carrers de Perpinyà, per exemple, trobem molts símbols de la identitat catalana, com la senyera. També existeixen molts restaurants i empreses que tenen noms catalans o que contenen la paraula “catalan/catalane”.

## Oportunitats i problemes per al futur[calcitació]
- Perquè una llengua sobrevisqui, ha de ser útil i utilitzada en àmbits professionals i personals. Com seguint l'exemple de la política lingüística d'Andorra en la llei d'ordenació de l'ús de la llengua oficial (16.12.1999) i el Decret d'aprovació del reglament d'ús de la llengua oficial (22.03.2005), que posa per llei l'«Andorranització» del país.
- Que no sigui caracteritzada de dialecte de cara a una altra llengua el que li confereix una posició d'inferioritat. Per assegurar la supervivència d'una llengua cal contribuir al desenvolupament de l'ús escrit i promocionar la llengua al sistema educatiu i mitjans de comunicació.
- Tipus d'amenaces sobre les llengües: polítiques (socials, econòmiques i culturals), demogràfiques, socioeconòmiques, desastres (naturals i epidèmies).
- Al Principat de Catalunya el català és llengua cooficial, és present en els àmbits públics però té dificultats en certs àmbits com la justícia.
- El català no és llengua oficial a la Unió Europea, per tant la seva difusió és limitada per les normes europees, com per exemple en la ressenya de medicaments, on és obligatori que sigui en almenys una llengua oficial, es fa doncs només ús del francès.